# Большой остров (Аргунь)
Большо́й о́стров (Абагайтуй, бур. Абагайта, кит. 阿巴该图洲渚) — остров на реке Аргунь, разделённый между двумя государствами — Россией и Китайской Народной Республикой (КНР) примерно пополам. Площадь — 58 км².

## История территориального спора

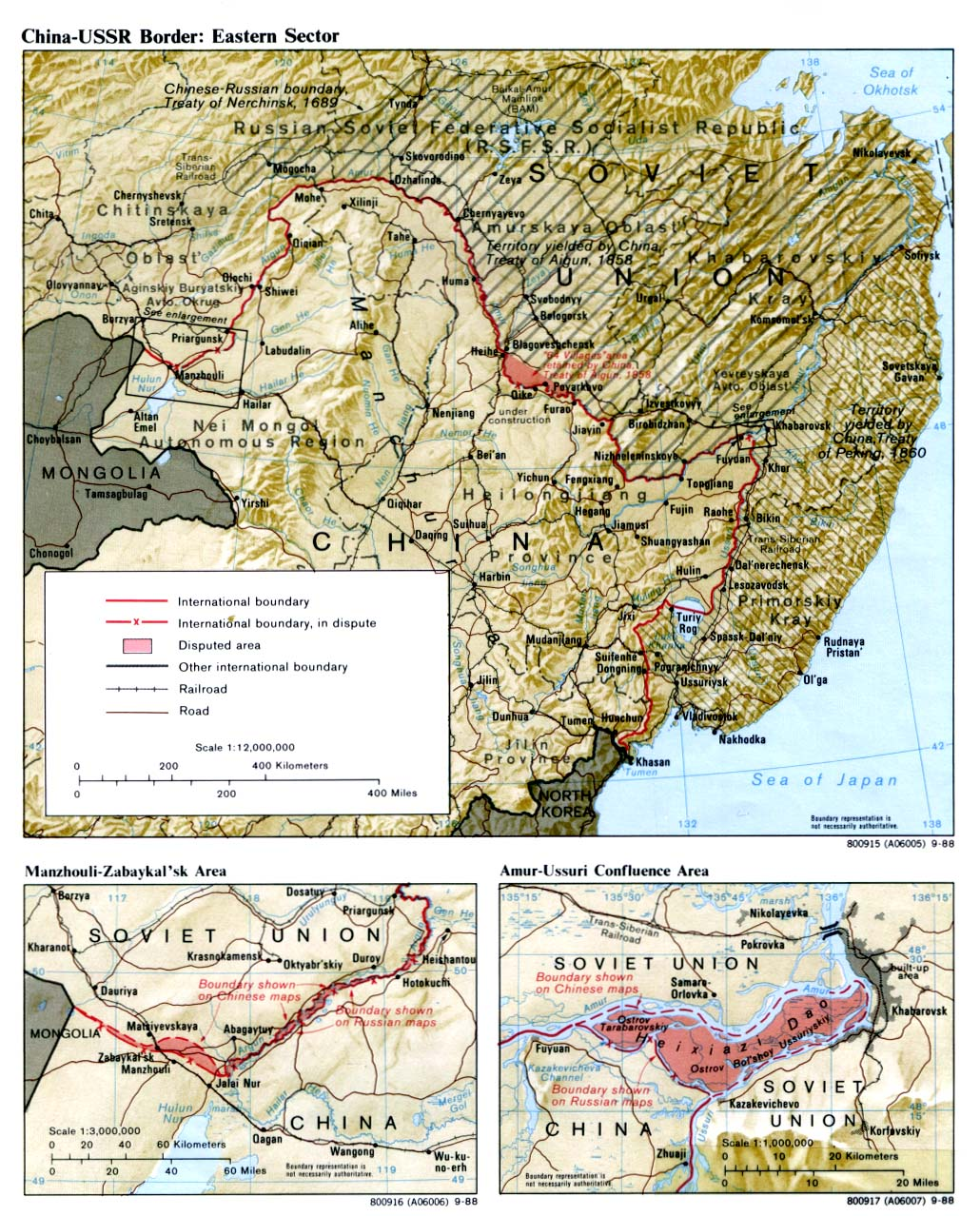
Спорные территории СССР (России) и КНР до соглашения 2004 года

Большой остров долгое время являлся предметом территориального спора между Китаем и Россией (ранее СССР).
В 1964 году совместная рабочая группа двух государств подготовила проект соглашений, в соответствии с которыми, в частности, остров Большой на реке Аргунь к востоку от села Абагайтуй Забайкальского района Читинской области (ныне — Забайкальский край) отходил к СССР, однако в октябре в стране произошла смена партийного лидера, должность первого секретаря ЦК КПСС занял Л. И. Брежнев. Новое руководство не дало согласия на подписание достигнутых договорённостей в качестве меры давления на КНР. Таким образом, государственная граница окончательно закреплена не была.
Вновь вопрос был поднят в 1991 году, но окончательного решения по острову опять принято не было. В 2004 году, в ходе визита российского президента В. В. Путина в Китай, было принято окончательное компромиссное решение, в соответствии с которым остров делится между государствами примерно пополам. 20 мая 2005 года Государственная дума 4 созыва ратифицировала соглашение. 25 мая 2005 года соглашение было утверждено Советом Федерации.